# الكلية الكندية السودانية
الكلية الكندية السودانية، (بالإنجليزية: Canadian Sudanese College)‏، هي مؤسسة تعليمية تقع في حي الرياض في مدينة الخرطوم، السودان.  رئيس مجلس الإدارة هو رئيس وزراء السودان السابق الدكتور الجزولي دفع الله. تقدم الكلية شهادة البكالوريوس والماجستير في نظم المعلومات الحاسوبية وإدارة الأعمال. الكلية عضو في اتحاد مكتبات الجامعات السودانية.